# 芳澤謙吉
芳澤謙吉（日语：／ Kenkichi Yoshizawa ?，1874年1月24日—1965年1月5日），日本政治家、外交官。曾任犬養內閣外務大臣。

## 家庭
妻子為犬養毅的長女。家族中有多位成員亦從事外交工作，女婿井口貞夫為外交官曾任中華民國、美國大使，外孫女绪方贞子曾擔任日本駐联合国代表團公使、联合国难民署第8任高級專員、日本外務省国际协力机构理事長。

## 經歷
1874年1月24日，芳澤謙吉出生於新潟縣中頸城郡諏訪村。1899年7月，從 東京帝國大學（今 東京大學）文學部英國文學科畢業。
1899年(明治32年)  - 進入外務省以後，歷任人事課長，政務局長，歐美局長。 1918年12月5日，芳澤謙吉臨時代理大日本帝國駐中華民國公使使館參事官，直到12月22日卸任。1920年， 調任大日本帝國外務省亞洲局局長。 1923年5月31日， 派任駐中華民國特命全權公使。 期間曾與奉系軍閥張作霖見過面。
1925年1月20日，與蘇聯代表簽署日蘇基本條約，建立兩國正常外交關係，本條約於同年5月20日登記在國際聯盟條約集內。 
1929年，解除中華民國公使職務。 1930年，調任大日本帝國駐法國特命全權大使。 1932年1月14日，就任犬養內閣外務大臣。 同年:6月 - 任貴族院勅任議員，加入立憲政友會。 1939年，立憲政友會分裂為革新同盟派與正統派，芳澤擔任正統派的總裁代行委員。1940年11月26日， 派任荷屬東印度經濟談判特命全權大使。1941年， 派任法屬印度支那特命全權大使。1945年8月7日，任樞密院大臣。1946年1月4日，駐日盟軍總司令解除芳澤樞密院大臣一職。1951年8月，公職禁令解除。 1952年8月25日，派任日本國駐中華民國的特命全權大使，此時的駐地在臺灣。是唯一兩度出任駐中華民國大使者。
1956年12月，辭去日本國駐中華民國大使的職務。1965年1月5日， 逝世，享壽90歳。

## 著作
- 《芳澤謙吉自傳》，中野敬止編，時事通信社出版，1964年。
- 《外交六十年》，中央公論新社出版，1990年，ISBN412201767X。

## 外部連結
- （中文） 芳澤謙吉 （页面存档备份，存于），中華百科全書，1983年。
- （日語） 芳澤謙吉 （页面存档备份，存于） 。
- （日語） 芳澤謙吉 （页面存档备份，存于） 。

}
| 官衔                                                      | 官衔                                      | 官衔                         |
| 政府职务                                                  | 政府职务                                  | 政府职务                     |
| --------------------------------------------------------- | ----------------------------------------- | ---------------------------- |
| 前任： 犬養毅                                             | 日本外務大臣 1932年1月14日－1932年5月26日 | 繼任： 齋藤實                |
| 政党职务                                                  |                                           |                              |
| 前任： 總裁代行委員 鳩山一郎 前田米蔵 島田俊雄 中島知久平 | 立憲政友會(正統派) 總裁代行委員 1939年    | 繼任： 正統派總裁 久原房之助 |